# Alfredo Vignale
Alfredo Vignale (ur. 15 czerwca 1913 w Turynie, zm. 16 listopada 1969 w Grugliasco) – włoski projektant samochodów i przedsiębiorca, właściciel firmy Carrozzeria Vignale.

## Życiorys
Alfredo Vignale urodził się 15 czerwca 1913 roku w Turynie jako czwarte z siedmiorga dzieci. W wieku jedenastu lat ukończył szkołę podstawową i rozpoczął pracę w sklepie z artykułami żelaznymi. Od młodości był zainteresowany motoryzacją i chciał pracować w tej branży. W 1930 roku rozpoczął pracę w zakładzie Giovanniego Fariny (brata Pinin Fariny), a w 1939 roku założyli własny warsztat w Grugliasco, który nie zdołał rozpocząć działalności w zakresie produkcji karoserii z powodu wybuchu II wojny światowej.
26 października 1946 roku Vignale otworzył nową firmę, Carrozzeria Vignale. W podobnym czasie swój zakład założył Enzo Ferrari, który wkrótce zaczął zlecać firmie Vignale projekty nadwozi (pierwszym było Ferrari 166 MM). Samochody z karoserią Vignale startowały w wielu zawodach, zdobywając w nich nagrody (np. wyścig Mille Miglia w latach 1951−1953, Carrera Panamericana 1954), co przyniosło firmie rozgłos, dzięki które zaczęła realizować projekty na zamówienie indywidualnych klientów.
W latach 1950. i 1960. firma pracowała na zleceni m.in. Alfa Romeo, BMW, Cisitalia, De Tomaso, Ferrari, FIAT, Lancia, Maserati i Tatra. W 1961 roku otwarto nowoczesną fabrykę w Grugliasco, co spowodował zmianę profilu firmy na półprzemysłowy. Postępująca modernizacja przemysłu motoryzacyjnego spowodowała z czasem znaczący spadek zapotrzebowania na usługi indywidualnego projektowania nadwozi. Z powodu trudności finansowych Alfredo Vignale zmuszony był w 1969 roku sprzedać swoje przedsiębiorstwo Alessandro De Tomaso, prezesowi firmy Carrozzeria Ghia.
Alfredo Vignale zginął w wypadku samochodowym w pobliżu swojej dawnej fabryki 16 listopada 1969 roku, trzy dni po jej sprzedaży.
Marka Vignale została z czasem kupiona wraz z całą firmą Carrozzeria Ghia przez koncern Ford, który w 2015 roku wykorzystał nazwisko Vignale do sygnowania linii samochodów premium.